# Emboscada
Emboscada (spanisch für Hinterhalt) ist eine Stadt und ein Distrikt im Departamento Cordillera in Paraguay, 30 km von Asunción gelegen. Der Distrikt hat etwa 19.500 Einwohner, die vorwiegend in den rund 100 Steinbrüchen arbeiten.

## Geschichte
Die Stadt wurde um 1741 unter dem Namen San Agustín de la Emboscada von dem Gouverneur Rafael de la Moneda gegründet. Der Ort wurde zunächst ausschließlich von ehemaligen afrikanischen Sklaven bewohnt, die freigekauft bzw. von ihren „Besitzern“ freigelassen worden waren, und deren Kindern. Emboscada war ein Einzelfall in der Kolonialgeschichte Südamerikas, da die Sklaven hier nicht den sonst für ihre Freilassung üblichen Tribut von einer Silbermark (marco de plata) zu zahlen hatten. Eine Silbermark entsprach 68 Silberreales. Da sie diesen Tribut in der Regel gar nicht aufbringen konnten, waren sie in den anderen Orten gezwungen, sich einen „Schutzherren“ zu suchen, bei dem sie diesen Betrag über eine lange Zeit abarbeiten konnten. Die freigelassenen Sklaven wurden in Emboscada wie die Einwohner eines Indio-Dorfs behandelt. Im Jahr 1761 lebten dort „112 Familien und 572 Personen“. Die erste Kirche wurde 1774 zu Ehren des Heiligen Augustin gebaut.

## Wirtschaft
Die meisten Einwohner sind in einem der rund 100 Steinbrüche der Stadt beschäftigt. Aufgrund gesunkener Nachfrage wurden einige vorübergehend geschlossen. Ein weiterer Wirtschaftszweig ist die Handwerkskunst, vor allem die Herstellung von Hüten aus den Fasern der Caranday-Palme. Des Weiteren werden Maniok, Kartoffeln, Tomaten und Bananen angebaut sowie Kokosöl hergestellt. Lange Zeit war der Ort praktisch isoliert, da die Straße nach Limpio fast unpassierbar war. Erst im Jahr 2002 wurde die Strecke asphaltiert.

## Kultur
Jedes Jahr am 24. Juli findet ein religiös-folkloristischer Umzug der Guaikurúes im Ortsteil Minas statt. Die Teilnehmer sind in mit Federn geschmückte Kostüme gekleidet und tragen bunt bemalte Masken. Dabei marschieren sie tanzend zum Klang der Trommeln durch die Straßen und danken dem Heiligen Franziskus Solano für ihre Gesundheit und wirtschaftlichen Erfolg. Das Spektakel beginnt im Morgengrauen mit der Serenata al Alba, bei der sie in ihren Kostümen im Dunkeln den mit Kerzen beleuchteten Weg zur Kirche beschreiten.

## Pyramiden
In einem 10 Hektar großen Park der Stadt wurden im Jahr 1988 verkleinerte Nachbauten der ägyptischen Pyramiden Cheops, Chefren und Mykerinos errichtet. Sie sind so ausgerichtet, dass sie der Konstellation von Orion folgen.

## Hochsicherheitsgefängnis
Im Jahr 1816 wurde in Emboscada das erste Hochsicherheitsgefängnis Paraguays gebaut. Die Regierung des Diktators Alfredo Stroessner (1954–1989) brachte darin ihre politischen Gefangenen unter. Danach wurde es bis in die Gegenwart weiter als Hochsicherheitsgefängnis genutzt, in dem nur bereits verurteilte Straftäter einsitzen. Es verfügt über keine Küche. Im Jahr 2013 wurde hinter der alten eine neue Haftanstalt gebaut, die den Namen Pater Juan Antonio de la Vega trägt. Sie wurde zum größten Teil durch eine Spende von Taiwan finanziert.